# Jules Guillaume
Pour les articles homonymes, voir Guillaume.
Le baron Jules Guillaume, né à La Haye (Pays-Bas) le 26 mars 1892 et décédé à Stockholm (Suède) le 6 octobre 1962, est un diplomate belge, ancien secrétaire d'État de la Maison du Roi.

## Biographie
Petit-fils de Henri Guillaume, Jules Guillaume épousa à Ixelles le 25 février 1933, Élisabeth Wittouck (1903-1978), fille de Frantz Wittouck.
Il fit partie de la délégation belge aux négociations du traité de Versailles.
Il occupa de nombreux postes diplomatiques notamment à Pékin, Londres et Paris et joua un rôle majeur dans la réorganisation du cabinet du roi Baudouin.
Il est le père de Philippe, Cécile, Alain et Béatrice.

## Décorations
- Grand-croix de la Légion d'honneur - Il reçoit la grand-croix de la Légion d'honneur par le Président René Coty[1]